# THANK YOU YOSHII KAZUYA Live At Budokan
『THANK YOU YOSHII KAZUYA Live At Budoukan』（サンキューヨシイカズヤライブアットブドウカン）は、吉井和哉のライブDVD。

## 解説
2006年12月28日に行われた日本武道館公演を収録。主に「39108」から披露された。DISC2には12月27日の日本武道館公演の一部、Concert Image Vision Worksの一部、限定盤としてLive audio CDが付属

## 映像収録曲（各盤共通）

### DISC1
Paint it Blackは未収録
オープニングSE：Let's Go Let's Go
1. I WANT YOU I NEED YOU
2. LIVING TIME
3. HOLD ME TIGHT
4. 人それぞれのマイウェイ
5. LONELY
6. 黄金バッド
7. CALL ME
8. 20 GO
9. Ziggy Stardust
10. SPARK
  - THE YELLOW MONKEYのシングル「SPARK」表題曲のセルフカバー。
11. ALL BY LOVE
12. WEEKENDER
13. 楽園
  - THE YELLOW MONKEYのシングル「楽園」表題曲のセルフカバー。
14. TALI
  - アコースティックバージョンでの披露
15. BEAUTIFUL
16. バラ色の日々
  - THE YELLOW MONKEYのシングル「バラ色の日々」表題曲のセルフカバー。
17. LOVE LOVE SHOW
18. BLACK COCK’S HOUSE
  - 原曲とは別バージョンでの披露
19. FINAL COUNTDOWN
20. 恋の花
21. パール
  - THE YELLOW MONKEYのシングル「パール」表題曲のセルフカバー。
  - ピアノオンリーで披露。
22. BELIEVE
23. JAM
  - 当公演以降のLiveにて披露された。アコースティックバージョンで披露。

### DISC2

#### 2006.12.27at日本武道館
1. And your bird can sing
2. 太陽が燃えている
  - THE YELLOW MONKEYのシングル「太陽が燃えている」の表題曲のセルフカバー。

#### Concert Image Vision Works
1. Let's Go Let's Go by KREVA
2. Let's Go Let's Go by KREVA feat.奥田民生
3. I WANT YOU I NEED YOU
4. HOLD ME TIGHT
5. SPARK
6. LOVE LOVE SHOW
7. BLACK COCK’S HOUSE
8. FINAL COUNTDOWN

#### Clips
1. BELIEVE
2. 黄金バット LIVE-DEVICEGIRLS MIX-
  - DISC1の黄金バットのmixである。

#### Bonus Contents
- THANK YOU YOSHII KAZUYA INTERVIEW
  - 各ライブの準備などを収録
- 恋の花MC Collection
  - 恋の花披露前のMCを集めたもの

## CD収録曲（限定盤）

### Live AudioCD
1. WEEKENDER
2. 楽園
3. BLACK COCK’S HOUSE
4. 太陽が燃えている
5. SPARK
6. TALI
7. BEAUTIFUL
8. パール
9. バラ色の日々
10. LOVE LOVE SHOW
11. BELIEVE
12. JAM

## メンバー
- 吉井和哉 - ボーカル、アコースティック・ギター
- 菊地英昭 - エレクトリック・ギター
- 日下部正則 - エレクトリック・ギター、アコースティック・ギター
- 三浦淳悟 - ベース
- 鈴木敬 - ドラム
- 鶴谷崇 - キーボード